# Мужская сборная Алжира по волейболу
Мужская национальная сборная Алжира по волейболу (араб. منتخب الجزائر لكرة الطائرة‎) — представляет Алжир на международных волейбольных соревнованиях. Управляющей организацией выступает Алжирская федерация волейбола.

## История
Волейбол в Алжире появился накануне 1-й мировой войны, но официальное развитие получил лишь в 1936 году, когда была образована Североафриканская федерация волейбола, объединившая волейбольные клубы Алжира, Туниса и Марокко.
В 1962 Алжир добился независимости от Франции и в том же году была создана Алжирская федерация волейбола. В 1964 она вступила в Международную федерацию волейбола наряду с национальными ассоциациями ещё 14 стран Африки. С 1963 года проводятся чемпионаты Алжира среди мужских и женских команд.
Свой первый официальный матч мужская национальная команда Алжира провела 26 декабря 1963 года в Александрии против сборной Объединённой Арабской Республики (Египта) в рамках африканского олимпийского отборочного турнира. Матч завершился в пользу египетских волейболистов со счётом 3:1, которые и получили олимпийскую путёвку (позже от неё отказались).
За свою историю сборная Алжира лишь единожды квалифицировалась на Олимпийские игры. В 1992 году в Барселоне алжирские волейболисты провели 6 матчей и во всех проиграли, не взяв ни одного сета. Дважды алжирцы преодолевали отбор на чемпионаты миры — в 1994 и 1998, но и здесь не смогли одержать ни одной победы в 6 проведённых матчах.
На континентальном уровне сборная Алжира входит в число сильнейших команд. По два раза алжирцы побеждали в чемпионатах Африки и в волейбольных турнирах Африканских играх и ещё 15 раз становились призёрами этих соревнований.

## Результаты выступлений и составы

### Олимпийские игры
| - 1964 — не квалифицировалась - 1968 — не участвовала - 1972 — не участвовала - 1976 — не квалифицировалась - 1980 — не участвовала - 1984 — не участвовала - 1988 — не квалифицировалась - 1992 — 12-е место | - 1996 — не квалифицировалась - 2000 — не квалифицировалась - 2004 — не квалифицировалась - 2008 — не квалифицировалась - 2012 — не квалифицировалась - 2016 — не квалифицировалась - 2020 — не квалифицировалась - 2024 — не участвовала |

- 1992: Али Диф, Лиес Тизи-Уалу, Тайеб Бен Хелфалла, Мурад Сеннун, Фудил Таальба, Абдулла Хериф, Мурад Малауи, Кримо Бернауи, Адель Сеннун, Файсал Гарзули, Файсал Теллуш. Тренер — Абдерахман Слиман.

### Чемпионаты мира
До 1982 в чемпионатах мира (основной и отборочный турниры) сборная Алжира участия не принимала.
- 1986 — не квалифицировалась
- 1990 — не квалифицировалась
- 1994 — 13—16-е место
- 1998 — 19—24-е место
- 2002 — не квалифицировалась
- 2006 — не квалифицировалась
- 2010 — не квалифицировалась
- 2014 — не квалифицировалась
- 2018 — не квалифицировалась
- 2022 — не участвовала
- 2025 —

- 1998: Адель Шаби, Фетхи Беррайрия, Лиес Тизи-Уалу, Хамид Файсал Бен Шариф, Насим Хедруг, Самир Ферад, Биляль Медах, Адель Сеннун, Файсал Гарзули, Хишам Геммади, Фарид Укали, Уалид Геммади. Тренер — Моханд Саид Качи.

### Кубок мира
Сборная Алжира участвовала в одном розыгрыше Кубка мира.
- 1991 — 9-е место

### Чемпионат Африки
| - 1967 — 2-е место - 1971 — не участвовала - 1976 — не участвовала - 1979 — не участвовала - 1983 — 3-е место - 1987 — 3-е место - 1989 — 2-е место - 1991 — 1-е место - 1993 — 1-е место - 1995 — 3-е место - 1997 — 3-е место - 1999 — 3-е место | - 2001 — отказ от участия - 2003 — 4-е место - 2005 — не участвовала - 2007 — отказ от участия - 2009 — 2-е место - 2011 — 4-е место - 2013 — 5-е место - 2015 — 4-е место - 2017 — 4-е место - 2019 — 3-е место - 2021 — не участвовала - 2023 — 2-е место |

### Африканские игры
| - 1965 — не участвовала - 1973 — не участвовала - 1978 — 3-е место - 1987 — 2-е место - 1991 — 1-е место - 1995 — 4-е место - 1999 — не участвовала | - 2003 — 4-е место - 2007 — 3-е место - 2011 — 2-е место - 2015 — 1-е место - 2019 — 2-е место - 2024 — не участвовала |

- 2007: Махди Хашеми, Яссим Хакми, Али Карбула, Хасан Диф, Мохамед Чикхи, Рашид Бенхаляль, Рафик Тирстатин, Туфик Белаид, Хассен Сола, Хишем Геммади, Амин Умессад, Адель Махмуди. Главный тренер — Маркос Техеда.
- 2011: Амин Умессад, Мехди Хашеми, Али Кербуа, Биляль Суалем, Юсеф Зеруки, Халед Кессаи, …
- 2019: Мохаммед Аби-Айяд, Ильяс Ашур, Закария Аид, Софиан Буюсеф, Айюб Деккиш, Ясин Хакми, Суфиан Хосни, Буджемаа Иккан, Ахмер-Амир Кербуа, Туфик Махджуби, Мохамед-Амин Умсаад, Билал Суалем.

### Средиземноморские игры
| - 1979 — 8-е место - 1983 — 8-е место - 1987 — не участвовала - 1991 — 8-е место - 1993 — 5-е место - 1997 — не участвовала | - 2001 — не участвовала - 2005 — не участвовала - 2009 — не участвовала - 2013 — 6-е место - 2018 — 9—12-е место - 2022 — 10—11-е место |

### Арабские игры
- 1-е место — 1997.
- 2-е место — 2004, 2023.
- 3-е место — 2011.

### Арабский чемпионат
- 1-е место — 1994, 1998.
- 2-е место — 1984, 2000, 2002.
- 3-е место — 1996, 2006, 2014.
- 4-е место — 2008, 2018.

### Игры исламской солидарности
- 3-е место — 2005, 2022.

## Состав
Сборная Алжира в чемпионате Африки 2023.
| №  | Имя, фамилия      | Год рождения | Рост | Амплуа      | Клуб                    |
| -- | ----------------- | ------------ | ---- | ----------- | ----------------------- |
| 1  | Ильяс Ашури       | 1987         | 180  | либеро      | «Этуаль Сетифьен» Сетиф |
| 2  | Софиан Буюсеф     | 1995         | 206  | центральный | «ГС Петрольерс» Алжир   |
| 3  | Ахмед Кербуа      | 1992         | 190  | связующий   | «Смуха» Александрия     |
| 4  | Араб Абдеррахман  | 1990         | 198  | центральный | «Улед-Адуан»            |
| 6  | Амин Умесад       | 1986         | 198  | центральный | «Реймс»                 |
| 8  | Буджемаа Иккан    | 1996         | 197  | нападающий  | «Реймс»                 |
| 9  | Юсуф Буруба       | 1997         | 196  | нападающий  | «ГС Петрольерс» Алжир   |
| 11 | Суфиан Хосни      | 1991         | 195  | нападающий  | «Аль-Наср» Дубай        |
| 12 | Ясер Амрат        | 1997         | 196  | нападающий  |                         |
| 13 | Исак Буади        | 1996         | 196  | нападающий  | «Эль-Хаур»              |
| 14 | Лотфи Бухуи       | 1996         | 181  | либеро      |                         |
| 18 | Билял Суалем      | 1990         | 201  | нападающий  | «Реймс»                 |
| 19 | Абдеррауф Хамимес | 1996         | 189  | связующий   | «Улед-Адуан»            |
| 20 | Сиди Мохамед Дур  | 1998         | 193  | нападающий  | «Видад Амаль» Тлемсен   |

- Главный тренер — Кримо Бернауи.